# Algerische Kommunistische Partei

Banner der Algerischen Kommunistischen Partei

Die Algerische Kommunistische Partei (französisch Parti Communiste Algérien, Kürzel PCA; arabisch الحزب الشيوعي الجزائري, DMG al-Ḥizb aš-Šuyūʿī al-Ǧazāʾirī) war eine kommunistische Partei in Algerien.

## Geschichte
Die PCA trat im Jahre 1920 als eine Erweiterung der Französischen Kommunistischen Partei (PCF) hervor und wurde im Jahre 1936 schließlich eine eigene Partei. Der Historiker Guillaume Blanc der Universität Rennes 2 nennt für das Jahr 1946 eine Mitgliederzahl von etwa 12.000 Personen. Diese waren zur Hälfte algerisch-muslimisch und zur Hälfte französische Staatsbürger, mehrheitlich mit Geburtsort in Algerien.
Der Generalsekretär der PCA war Bachir Hadj Ali. Eine weitere bekannte Person war Henri Maillot, der die PCA und die Nationale Befreiungsfront am 4. April 1956 mit abgezweigten Waffen aus den Beständen des 57e bataillon des tirailleurs algériens versorgte (ein Lastwagen mit 140 Maschinenpistolen, 57 Gewehren und 84 Revolvern) und damit nahe von Orléansville (heute Ech Cheliff) desertierte und untertauchte. Zwei Monate später wurde er bei Kämpfen getötet. Ein Brief, in dem Maillot seine pro-algerischen Überzeugungen darlegte, wurde am 18. April 1956 in der Zeitung L’Humanité veröffentlicht.
Die PCA opponierte, unter dem Einfluss der Kommunistischen Partei Frankreichs, gegen die koloniale Unterdrückung Algeriens, stand aber auch dem algerischen nationalen Befreiungskampf distanziert gegenüber. Zudem betrachtete die PCF Algerien als zu unreif für die nationale Unabhängigkeit.
1955 wurde die Partei durch die französischen Behörden in Französisch-Nordafrika verboten. Ab 1956 entzog sich die PCA der Integration in die Nationale Befreiungsfront. Die PCA erhielt 1962 einen legalen Status, wurde aber 1964, wieder verboten und aufgelöst. Die algerischen Kommunisten gruppierten sich später unter der Partei der Sozialistischen Avantgarde (PAGS) neu.